# Slapton (Northamptonshire)
Slapton – wieś w Anglii, w hrabstwie Northamptonshire, w dystrykcie (unitary authority) West Northamptonshire. Leży 18 km na południowy zachód od miasta Northampton i 94 km na północny zachód od Londynu.